# Kalapadua
Kalapadua is een bestuurslaag in het regentschap Majalengka van de provincie West-Java, Indonesië. Kalapadua telt 3667 inwoners (volkstelling 2010).